# Eight Miles High (nummer)
"Eight Miles High" is een nummer van de Amerikaanse band The Byrds. Het nummer werd uitgebracht op hun album Fifth Dimension uit 1966. Op 14 maart van dat jaar werd het nummer uitgebracht als de eerste single van het album.

## Ontstaan
"Eight Miles High" is geschreven door groepsleden Gene Clark, Jim McGuinn en David Crosby en geproduceerd door Allen Stanton. Het grootste deel van de tekst gaat over de vlucht van de groep naar Londen in augustus 1965, waar zij op tournee gingen. Alhoewel normale vliegtuigen op een hoogte van zes tot zeven mijl vliegen, werd gekozen voor acht mijl, omdat dit meer poëtisch klonk en tevens verwees naar het Beatles-nummer "Eight Days a Week".
Volgens Clark schreef hij het grootste deel van de tekst, en schreef Crosby een enkele regel. Andere regels verwijzen naar het verblijf van de groep in Engeland, zo wordt er onder meer verwezen naar de vijandige houding van de Engelse muziekpers en naar de Engelse groep The Birds, die The Byrds wilden aanklagen omdat zij hun naam zouden hebben gestolen. Aan de andere kant wordt er tevens gezongen over het enthousiasme van de fans, die buiten het hotel van de band verbleven.
Alhoewel het idee voor "Eight Miles High" ontstond tijdens de vlucht van de band naar Engeland, kwam het nummer in november 1965 pas tot leven. Crosby bracht, om verveling tijdens de reizen van show naar show te voorkomen, een aantal cassettebandjes mee, waar muziek van Ravi Shankar en John Coltrane op stond. De invloed van deze artiesten is terug te horen op zowel "Eight Miles High" als op de B-kant "Why". Beide nummers waren van grote invloed op de psychedelische rock, de ragarock en de psychedelische pop, vanwege het gebruik van invloeden uit India en uit de freejazz, en vanwege de impressionistische tekst.
Op 24 november 1965 begon Clark met het schrijven van de tekst, na een gesprek met Rolling Stones-gitarist Brian Jones. In de daaropvolgende dagen werd dit fragment uitgebreid met meer teksten en een melodie. Clark liet het vervolgens horen aan McGuinn en Crosby, waarbij McGuinn voorstelde om meer invloeden van Coltrane te laten horen.

## Opname en uitgave
Op 24 en 25 januari 1966 werd "Eight Miles High" opgenomen in de Columbia Studios in Hollywood. Een vroege versie werd op 22 december 1965 al opgenomen in de RCA Studios in Los Angeles, maar Columbia Records wilde deze versie niet uitbrengen omdat het niet in een van hun studio's was opgenomen. Volgens de bandleden was deze versie beter dan de uiteindelijk verschenen versie. In 1987 werd het uiteindelijk uitgebracht op het verzamelalbum Never Before.
Op 14 maart 1966 werd "Eight Miles High" als single uitgebracht in de Verenigde Staten, terwijl het in het Verenigd Koninkrijk op 29 mei 1966 uitkwam. Het kwam tot plaats 14 in de Amerikaanse Billboard Hot 100 en plaats 24 in de UK Singles Chart. Daarnaast kwam het tevens tot plaats 23 in de Nederlandse Top 40. In 1999 werd het nummer opgenomen in de Grammy Hall of Fame. In 2004 zette het tijdschrift Rolling Stone het nummer op plaats 151 in hun lijst The 500 Greatest Songs of All Time.

## Radioban
Binnen enkele weken na de uitgave van de single werd "Eight Miles High" in een aantal Amerikaanse staten verbannen van de radio, omdat men dacht dat het nummer over drugs zou gaan. Mede hierdoor werd het geen top 10-hit. De groep sprak deze bewering echter tegen; Derek Taylor, de publicist van de band, bracht een persbericht naar buiten dat het nummer enkel gaat over de reis van de groep naar Engeland, en dus niet over drugs. Aan het begin van de jaren 80 gaven zowel Crosby als Clark toe dat het inderdaad een nummer over drugs is, alhoewel Clark vertelde dat het zowel over de vliegreis naar Engeland als over drugs gaat.

## Na de uitgave
In dezelfde maand waarin "Eight Miles High" werd uitgebracht, stapte Gene Clark, de belangrijkste schrijver van The Byrds, uit de band. Hij noemde vliegangst als de officiële reden van zijn vertrek, maar angst, paranoia en het feit dat hij zich steeds meer geïsoleerd voelde in de groep hadden hier ook mee te maken. Na het vertrek van Clark haalden The Byrds nooit meer een top 20-hit in de Verenigde Staten.
The Byrds speelden "Eight Miles High" ter promotie tijdens verschillende televisieprogramma's en bleef deel uitmaken van de liveoptredens van de band tot zij in 1973 definitief uit elkaar gingen. Clark speelde het nummer ook regelmatig tijdens zijn solo-optredens tot zijn overlijden in 1991. McGuinn speelde een akoestische versie van het nummer tijdens zijn solo-optredens. Crosby bracht het niet vaak ten gehore na zijn carrière met The Byrds, maar in 2000 werd het wel ten gehore gebracht tijdens de reünietournee van Crosby, Stills, Nash & Young. Chris Hillman, de basgitarist van The Byrds, bracht een akoestische versie van het nummer uit op zijn album The Other Side uit 2005.

## Covers
"Eight Miles High" werd door diverse artiesten gecoverd, waaronder East of Eden, Robyn Hitchcock, Steve Hunter, Lighthouse, Ride, Roxy Music, Dave Stewart met Barbara Gaskin en The Ventures. Daarnaast bracht Hüsker Dü in 1984 een cover van het nummer uit als single, voorafgaand aan hun album Zen Arcade. In 1969 bracht Golden Earring een negentien minuten durende cover uit op hun album Eight Miles High; tijdens liveoptredens kon de groep het uitrekken tot drie kwartier. In het Supersister-nummer "Metamorphosis", geschreven door Robert Jan Stips en afkomstig van het album Present from Nancy uit 1970, is een deel van "Eight Miles High" te horen. De groep 3, een afsplitsing van Emerson, Lake & Palmer, brachten het in 1988 uit op hun album To the Power of Three. Crowded House zette een liveversie op de B-kant van hun single "I Feel Possessed" uit 1990, waar McGuinn aan meewerkte.
Don McLean refereerde aan "Eight Miles High" op zijn nummer "American Pie" uit 1971 in de regel "The Birds (Byrds) flew off with a fall-out shelter, eight miles high and falling fast". The First Edition refereerde aan het nummer op hun single "Just Dropped In (To See What Condition My Condition Was In)" uit 1968 in de regel "I tripped on a cloud and fell eight miles high". De muziek in "Life Itself", afkomstig van het Bruce Springsteen-album Working on a Dream uit 2009, refereert tevens aan "Eight Miles High".
"Eight Miles High" verscheen in de versie van The Byrds in de film Purple Haze uit 1983 en in twee afleveringen van de miniserie From the Earth to the Moon uit 1998.

## Hitnoteringen
Alle noteringen zijn afkomstig van de versie van The Byrds.

### Nederlandse Top 40
| Hitnotering: 04-06-1966 t/m 09-07-1966 | Hitnotering: 04-06-1966 t/m 09-07-1966 | Hitnotering: 04-06-1966 t/m 09-07-1966 | Hitnotering: 04-06-1966 t/m 09-07-1966 | Hitnotering: 04-06-1966 t/m 09-07-1966 | Hitnotering: 04-06-1966 t/m 09-07-1966 | Hitnotering: 04-06-1966 t/m 09-07-1966 | Hitnotering: 04-06-1966 t/m 09-07-1966 |
| Week                                   | 1                                      | 2                                      | 3                                      | 4                                      | 5                                      | 6                                      |                                        |
| -------------------------------------- | -------------------------------------- | -------------------------------------- | -------------------------------------- | -------------------------------------- | -------------------------------------- | -------------------------------------- | -------------------------------------- |
| Positie                                | 40                                     | 35                                     | 26                                     | 23                                     | 26                                     | 32                                     | uit                                    |

### NPO Radio 2 Top 2000
| Nummer met noteringen in de NPO Radio 2 Top 2000 | '99 | '00 | '01 | '02 | '03 | '04 | '05 | '06 | '07  | '08 | '09  | '10  | '11  | '12  | '13  | '14  |
| ------------------------------------------------ | --- | --- | --- | --- | --- | --- | --- | --- | ---- | --- | ---- | ---- | ---- | ---- | ---- | ---- |
| Eight Miles High                                 | 565 | 550 | 803 | 451 | 799 | 751 | 728 | 979 | 1007 | 821 | 1177 | 1226 | 1326 | 1718 | 1682 | 1954 |

1. ↑  Een vetgedrukt getal geeft de hoogste notering aan.
2. ↑  Deze tabel is bijgewerkt tot en met de laatste editie (2024).

Discografie